# Лейк-Баркрофт (Вірджинія)
Лейк-Баркрофт (англ. Lake Barcroft) — переписна місцевість (CDP) в США, в окрузі Ферфакс штату Вірджинія. Населення — 9770 осіб (2020).

## Географія
Лейк-Баркрофт розташований за координатами 38°51′6″ пн. ш. 77°9′31″ зх. д. / 38.85167° пн. ш. 77.15861° зх. д. (38.851553, -77.158743).  За даними Бюро перепису населення США в 2010 році переписна місцевість мала площу 6,89 км², з яких 6,32 км² — суходіл та 0,57 км² — водойми.

## Демографія
Згідно з переписом 2010 року, у переписній місцевості мешкало 9558 осіб у 3587 домогосподарствах у складі 2457 родин. Густота населення становила 1387 осіб/км².  Було 3731 помешкання (541/км²).
Расовий склад населення:
| - 72,7 % — білих - 11,5 % — азіатів - 5,2 % — чорних або афроамериканців - 0,3 % — корінних американців - 5,9 % — осіб інших рас |

До двох чи більше рас належало 4,5 %. Частка іспаномовних становила 18,8 % від усіх жителів.
За віковим діапазоном населення розподілялося таким чином: 22,4 % — особи молодші 18 років, 63,4 % — особи у віці 18—64 років, 14,2 % — особи у віці 65 років та старші. Медіана віку мешканця становила 41,1 року. На 100 осіб жіночої статі у переписній місцевості припадало 98,4 чоловіків;  на 100 жінок у віці від 18 років та старших — 96,0 чоловіків також старших 18 років.
Середній дохід на одне домашнє господарство  становив 151 651 долар США (медіана — 117 974), а середній дохід на одну сім'ю — 165 626 доларів (медіана — 139 681). Медіана доходів становила 102 095 доларів для чоловіків та 56 780 доларів для жінок. За межею бідності перебувало 5,9 % осіб, у тому числі 7,7 % дітей у віці до 18 років та 4,3 % осіб у віці 65 років та старших.
Цивільне працевлаштоване населення становило 5031 осіб. Основні галузі зайнятості: науковці, спеціалісти, менеджери — 21,8 %, освіта, охорона здоров'я та соціальна допомога — 18,1 %, публічна адміністрація — 14,4 %.